# Napulegno
Napulegno è un album contenente 10 brani in lingua napoletana del cantante italiano Mauro Nardi, pubblicato nel 1987.

## Tracce
1. Io tengo a tte – 3:22
2. Aiuto! – 3:40
3. Parlammene – 4:00
4. Ragazzina madre – 3:28
5. Nel 2023 – 3:20
6. 'A cchiù bella famiglia – 3:33
7. Una domenica allo stadio – 3:27
8. Quando t'adduorme – 4:13
9. La spiaggia – 3:10
10. 'E guaglione 'e Napule – 3:58